# Pegnitzau zwischen Ranna und Michelfeld
Die Pegnitzau zwischen Ranna und Michelfeld ist ein Naturschutzgebiet in den Landkreisen Nürnberger Land, Amberg-Sulzbach und Bayreuth in Bayern.

## Lage
Das insgesamt 198,41 Hektar große Naturschutzgebiet ist wie folgt verteilt:
- Landkreis Nürnberger Land, Mittelfranken mit 99,34 Hektar
- Landkreis Amberg-Sulzbach, Oberpfalz mit 79,83 Hektar
- Landkreis Bayreuth, Oberfranken mit 19,24 Hektar

Das Schutzgebiet liegt im Markt Neuhaus an der Pegnitz, Gemarkung Höfen (Landkreis Nürnberger Land), im gemeindefreien Gebiet Veldensteiner Forst (Landkreis Bayreuth) und in der Stadt Auerbach in der Oberpfalz, Gemarkungen Ranna und Michelfeld (Landkreis Amberg-Sulzbach).
Das gering erschlossene Juratal liegt östlich des Veldensteiner Forsts, etwa vier Kilometer nördlich von Neuhaus an der Pegnitz und ist Bestandteil des Naturparks Fränkische Schweiz-Veldensteiner Forst.

## Beschreibung
Das Naturschutzgebiet wurde am 19. März 1998 vom Bayerischen Landesamt für Umwelt ausgewiesen und trägt die Katasternummer NSG-00548.01.
Die Landschaft wird geprägt vom Fluss Pegnitz und dessen ausgedehnten Talwiesen. Die Pegnitz mäandert in einem naturnahen Verlauf über etwa acht Kilometer durch das Tal. Quelltöpfe, naturnahe Weiher und Altwässer begleiten dort den noch jungen Fluss. Das Naturschutzgebiet liegt zu großen Teilen innerhalb des Wasserschutzgebietes Ranna, das die Trinkwasserversorgung des Großraums Nürnberg durch die Rannaleitung sichert.
Nach dem Abbruch der Ortschaften Fischstein, Rauhenstein und Unterbrand wurde das Ortsgebiet Teil des Naturschutzgebietes.

## Flora und Fauna
Im Schutzgebiet befinden sich Nasswiesen, Feuchtwiesenbrachen, Großseggenriede und Schilfbestände. Der Flusslauf der Pegnitz wird begleitet von lichten Erlen- und Weidenauwäldern. Im Süden gehören weitläufige, extensiv genutzte Wiesen in sanft hügeligem Gelände zum Schutzgebiet. Sie werden an den Rändern von wärmeliebenden Saumgesellschaften, Magerrasen und Laubmisch- und Kiefernwäldern gesäumt. Die große Vielfalt an Standorten ist der Grund für einen hohen Artenreichtum an Pflanzen, Vögeln und Schmetterlingen.

## Kammerweiher

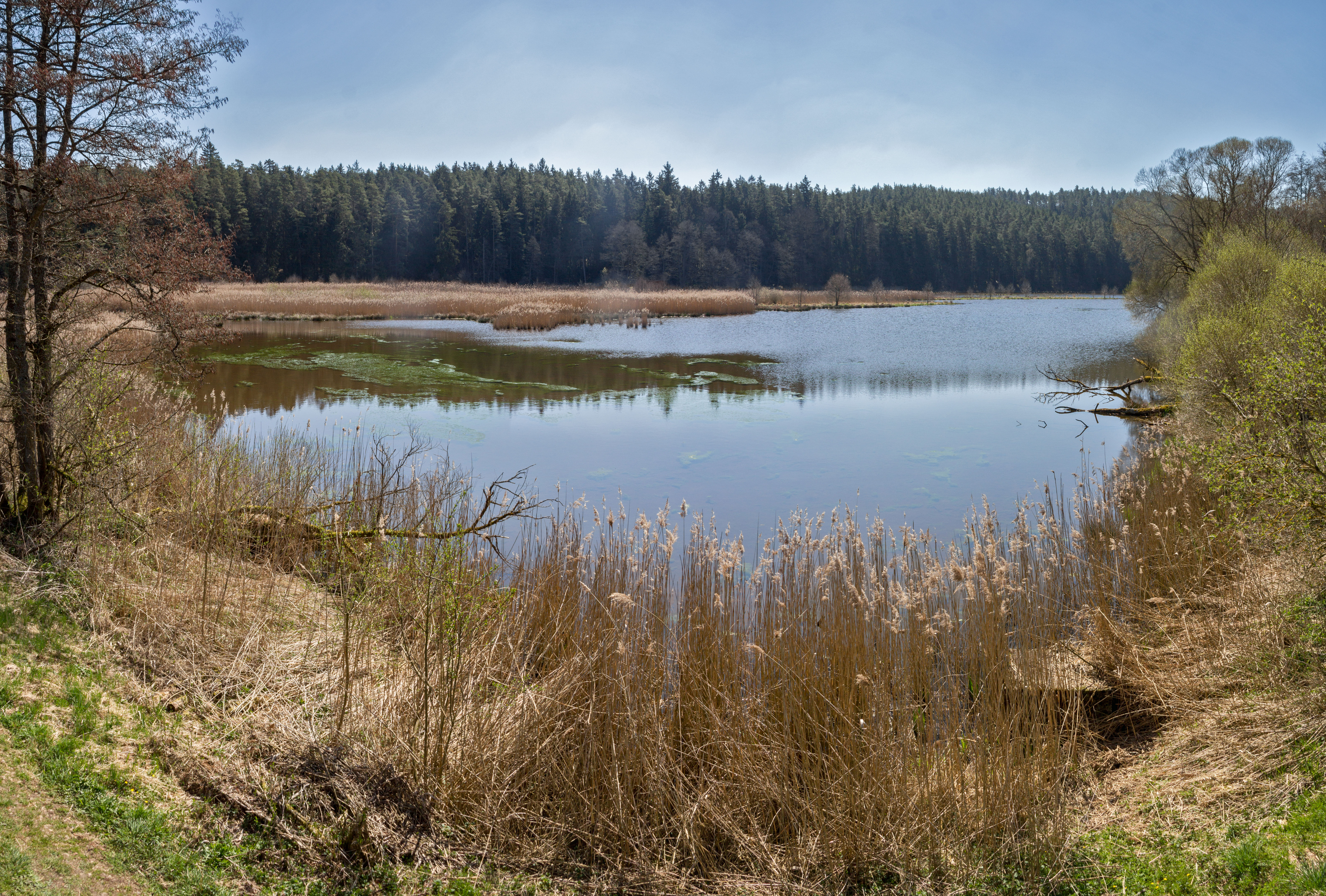
Unterer Kammerweiher, April 2015

Im Regierungsbezirk Oberpfalz liegen die beiden, je etwa 17 Hektar großen Kammerweiher, denen eine große Bedeutung für den Artenschutz zukommt. Sie heißen Oberer Kammerweiher und Unterer Kammerweiher. Die Uferbereiche der Weiher bieten in Verlandungszonen von Großseggenrieden bis hin zu Erlenbruchwäldern zahlreichen Libellen- und Amphibienarten, Molchen, Unken und Kröten und dem seltenen Springfrosch einen geeigneten Lebensraum.
Der Bund Naturschutz betreut die Kammerweiher nahe Auerbach in der Oberpfalz seit 1980.
Bei einer Erhebung der Tierwelt durch den Bund Naturschutz wurden 2002 über 60 verschiedene Vogelarten festgestellt, darunter 16 gefährdete Arten der Roten Liste. Viele Vögel nutzen die Wasserflächen als Rast- und Nahrungsplatz auf dem Durchzug. Im Spätsommer erfolgt eine Absenkung der Weiher, um den Watvögeln (Limikolen) Schlickflächen zu bieten.
Die extensive Bewirtschaftung der Weiher ist die Voraussetzung dafür, die Artenvielfalt zu erhalten und zu vergrößern.
Der Fischbesatz muss durch gelegentliches Abfischen so reguliert werden, dass genug Fische als Nahrung zur Verfügung stehen, andererseits der Nachkommenschaft der Amphibien (Laich, sowie Kaulquappen, die den Fischen als Nahrung dienen) eine Überlebenschance haben.
Zwischen den beiden Weihern befindet sich ein hölzerner Beobachtungsturm.

## Seeweihergrotte

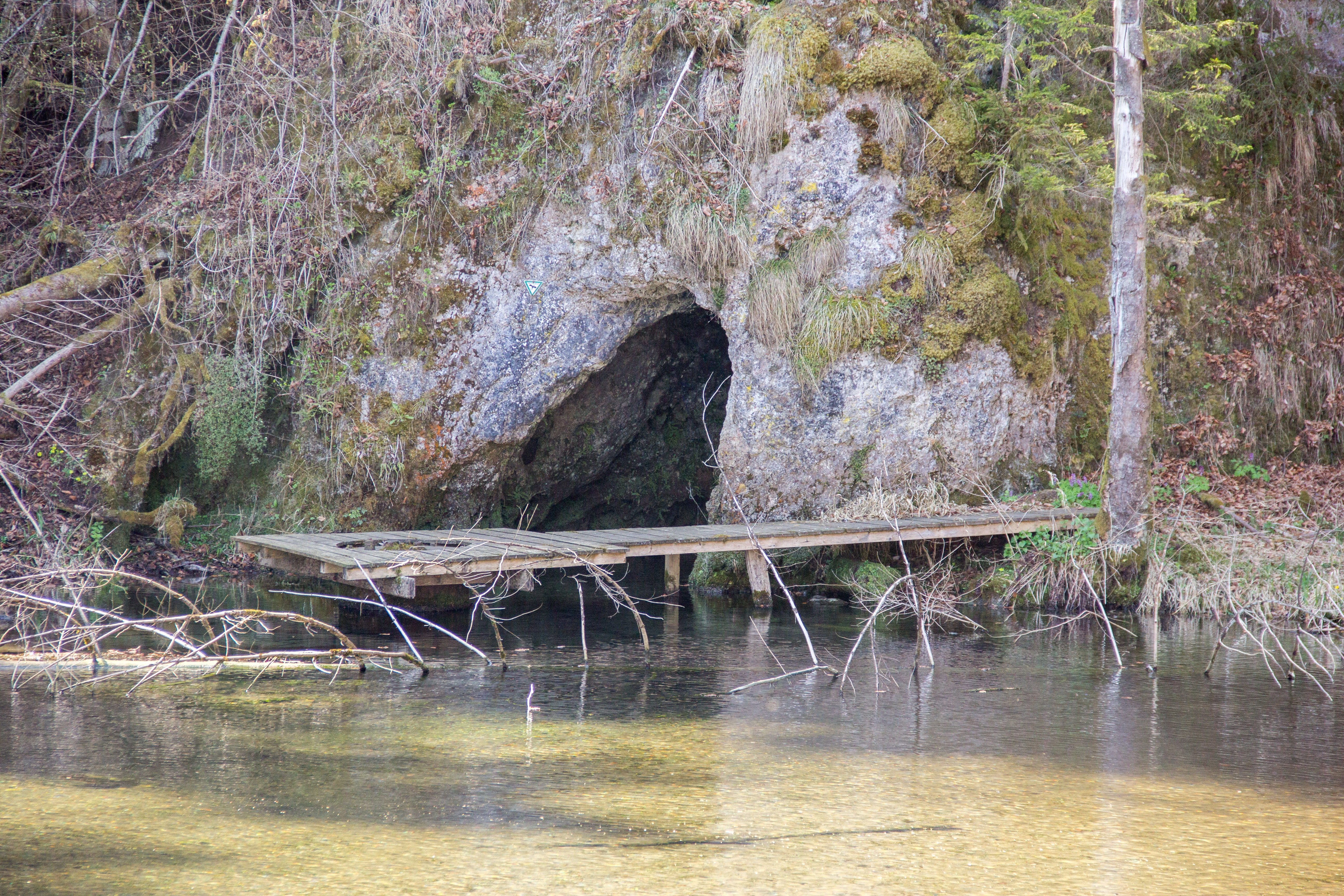
Seeweiher mit Quellhöhle

Die Quellhöhle ist ein Geotop und weist bei normalem Wasserstand eine beträchtliche Schüttung auf. Wenn der unterirdische Karstwasserspiegel ansteigt, schüttet die Quelle Wasser aus der Seeweihergrotte in den Seeweiher. Bei Pegnitzhochwasser dagegen dreht sich die Fließrichtung um und das Wasser des Seeweihers verschwindet im Berg. Sie fungiert dann als Schlinger (Ponor). Es handelt sich somit um eine sogenannte Estavelle.
Die Quellhöhle ist auch als Naturdenkmal ausgewiesen und wird im Höhlenkataster Fränkische Alb (HFA) als D 68 geführt.

## Eulenloch

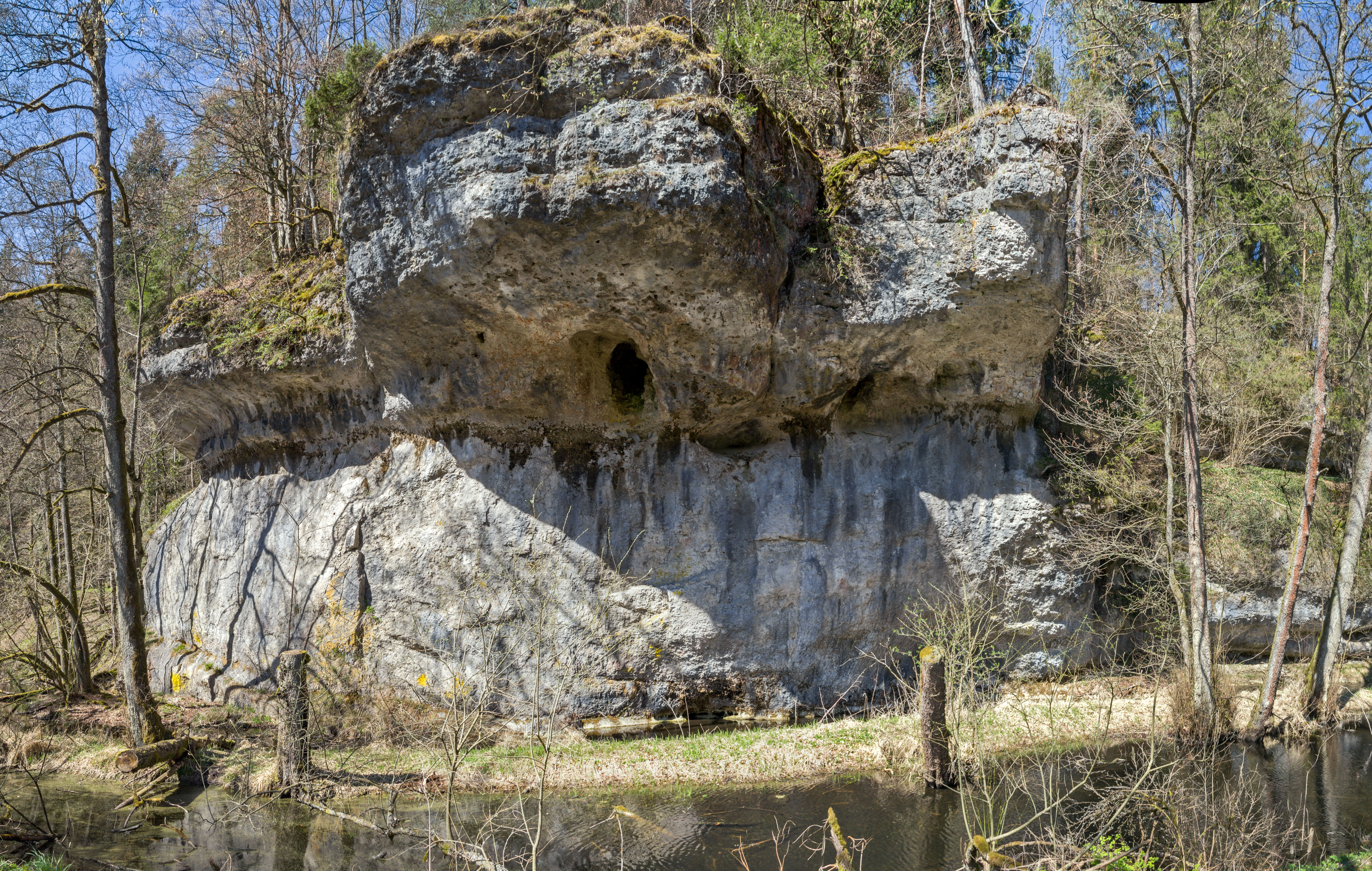
Das Eulenloch

Das Eulenloch ist eine Karsthöhle, die als Geotop (472R136) und Naturdenkmal ausgewiesen ist. Die Kleinhöhle hat eine Länge von etwa 15 Metern und liegt in einem Felsen auf etwa fünf Meter Höhe. Im Höhlenkataster Fränkische Alb (HFA) wird die Höhle als D 66 geführt.

## Weitere Geotope
Im Naturschutzgebiet befinden sich auch folgende Geotope:
- Silberlochfelsen und Silberlochhöhle (D69) WSW von Michelfeld (472R135)[7]
- Felsengrotte SW von Michelfeld (472R064)[8]
- Felsen mit Sandwellen-Höhlen (D211) SW von Michelfeld (472R137)[9]

## Zugang
Das Schutzgelände ist frei zugänglich und wird von zahlreichen Rad- und Wanderwegen durchzogen.
Jahreszeitlich besonders lohnend für einen Besuch sind der Frühsommer mit der Blüte der Wiesenflächen oder bei der Herbstfärbung der Laubwälder.

## Bildergalerie

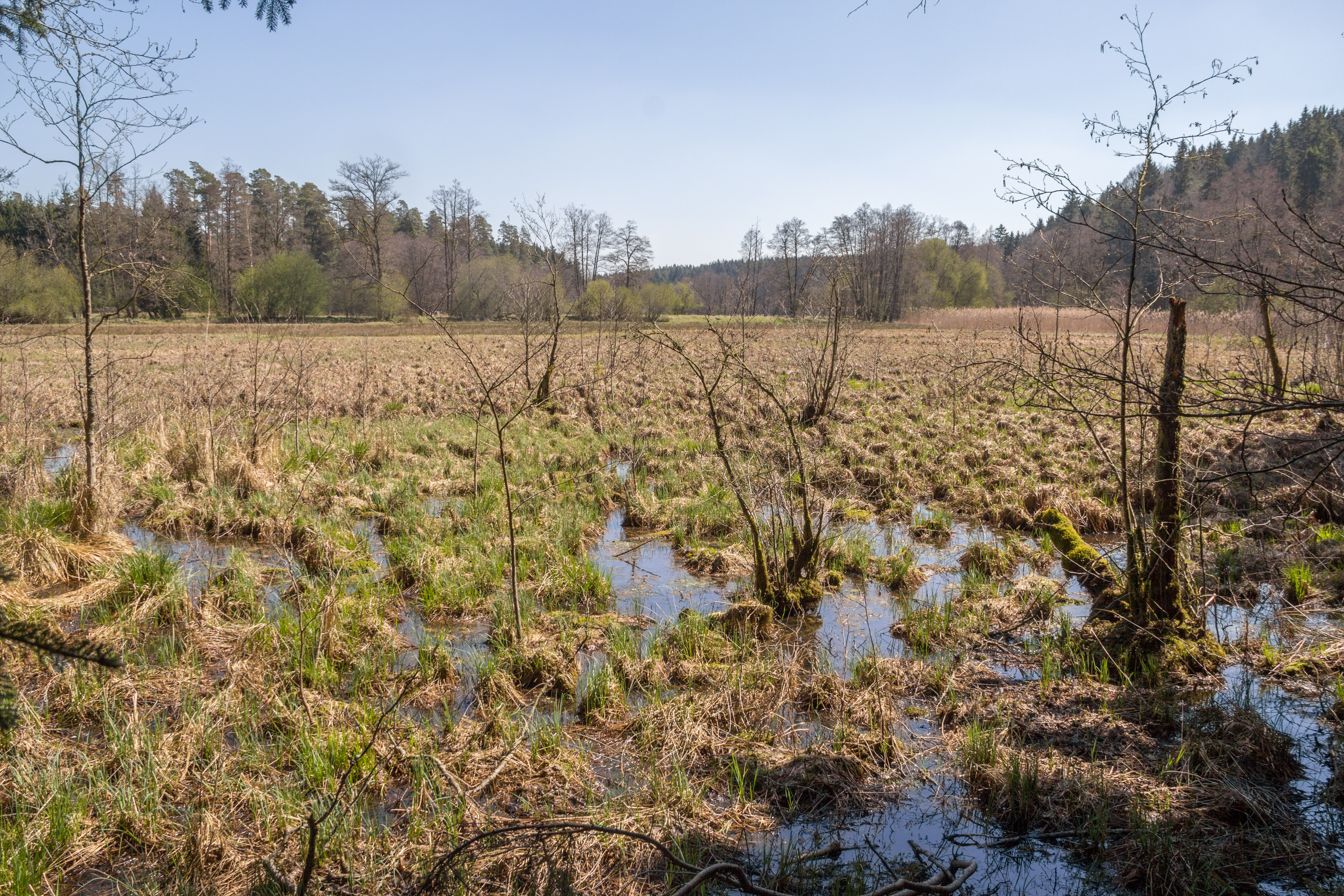
Nasswiese
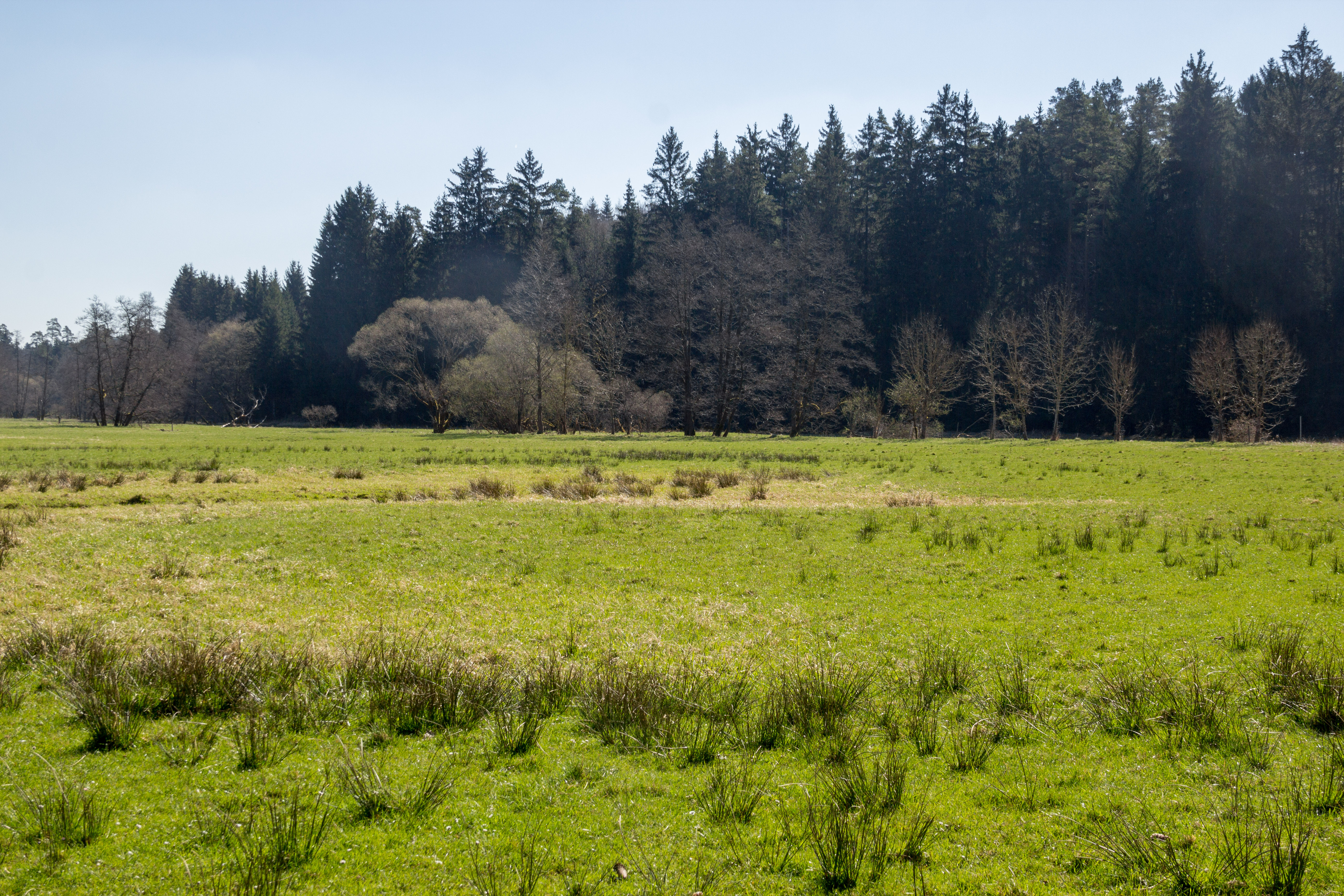
Talaue
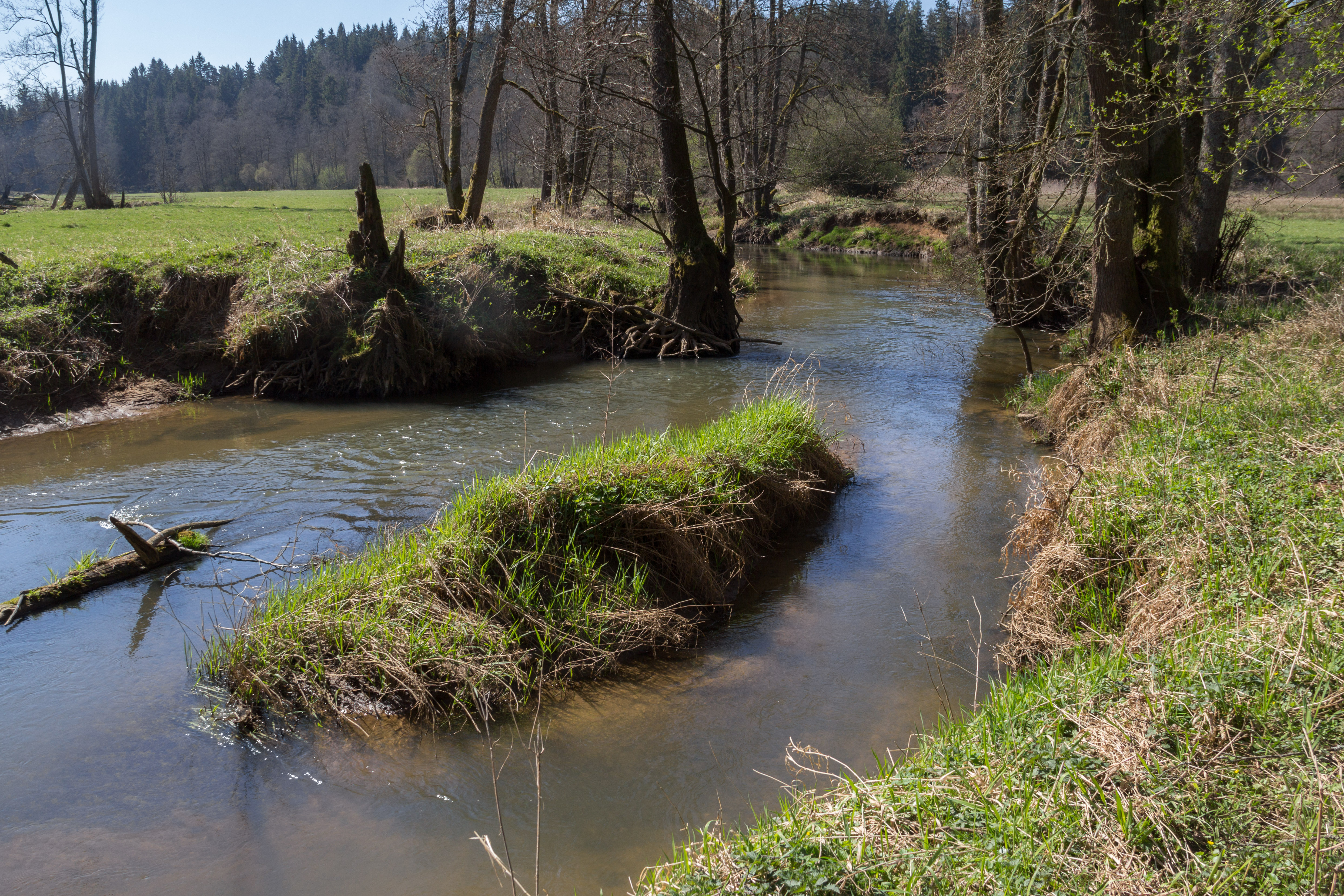
Pegnitz im NSG
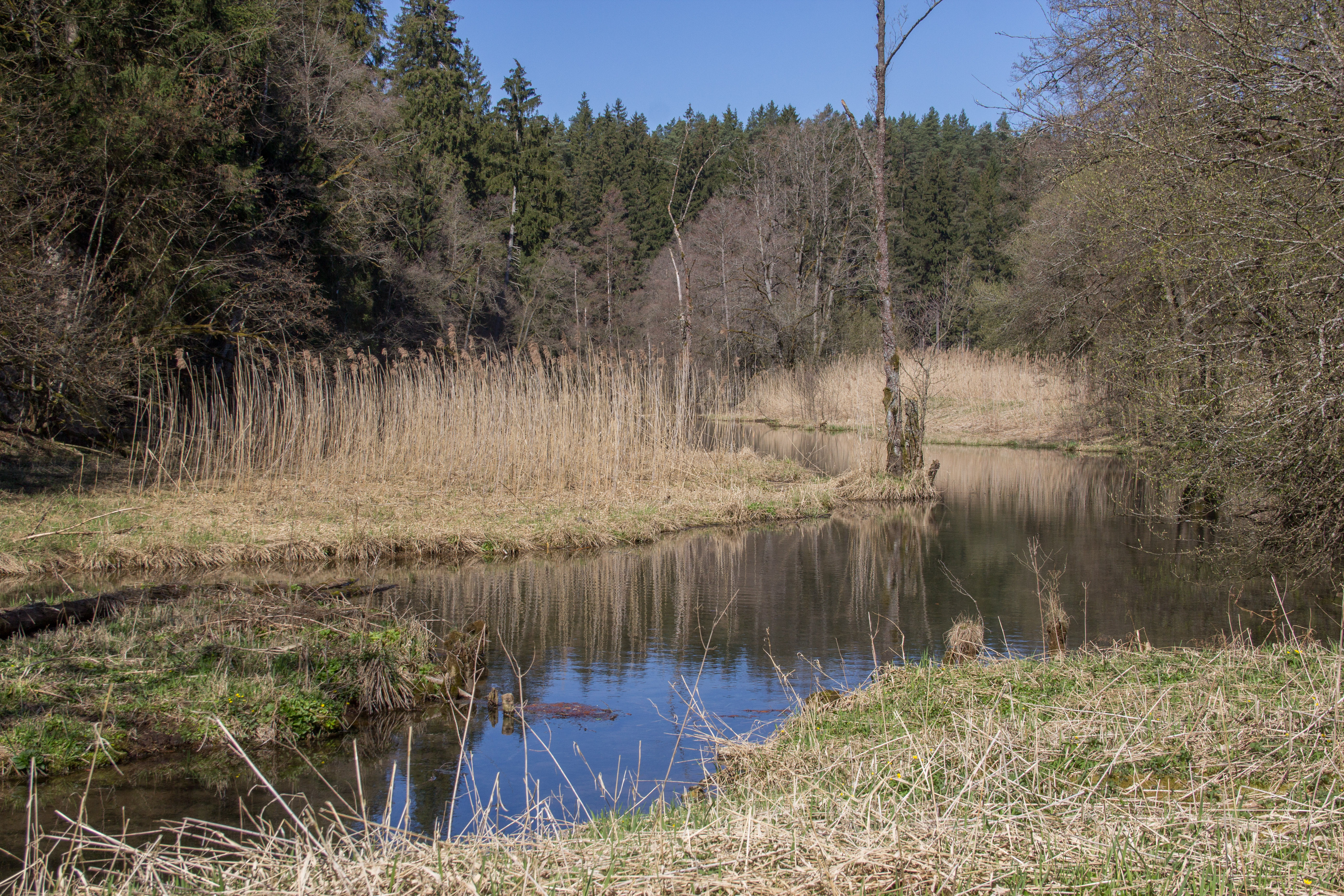
Seeweiher
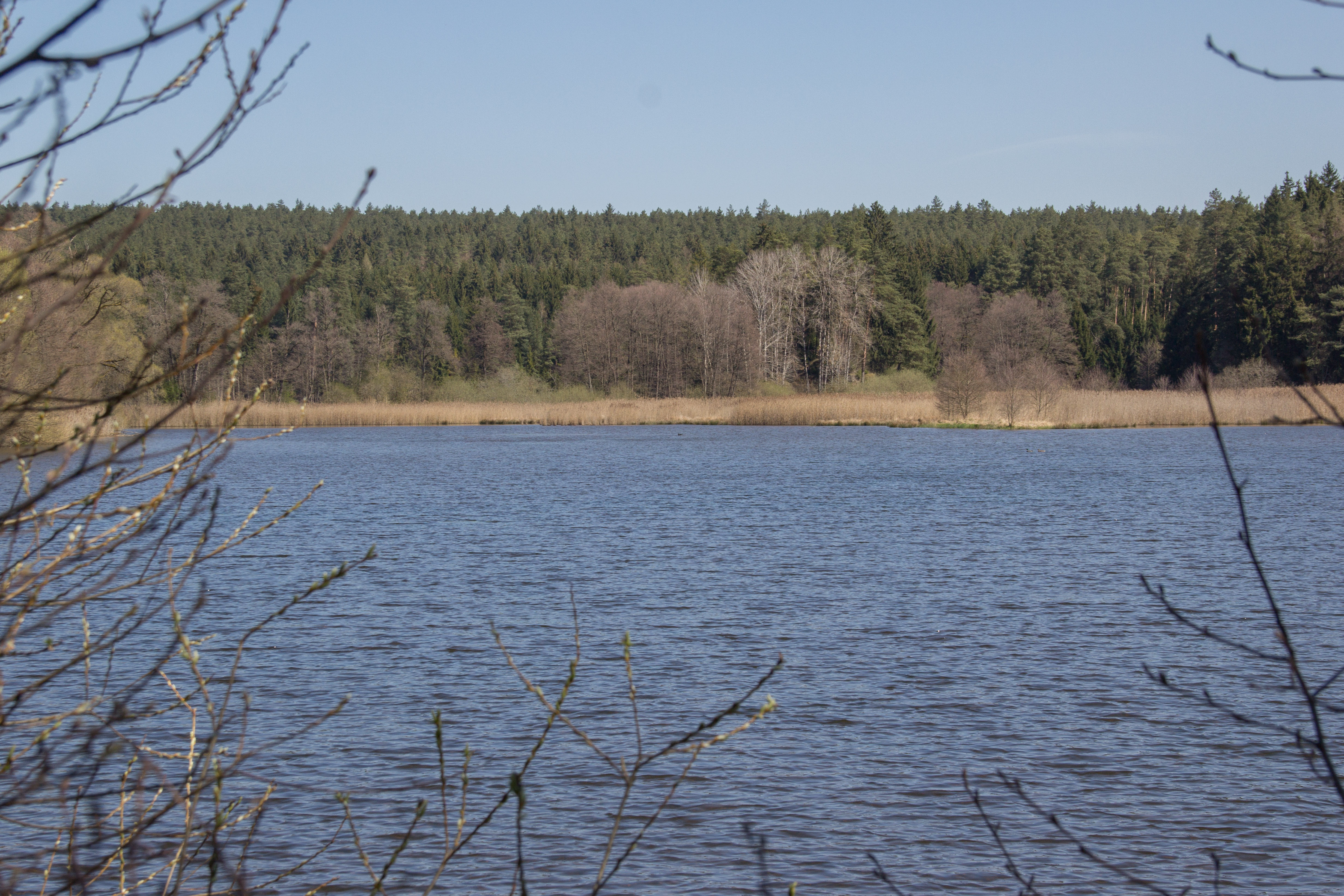
Oberer Kammerweiher